# Gare de Borgofranco
La gare de Borgofranco (en italien, Stazione di Borgofranco) est une gare ferroviaire italienne de la ligne de Chivasso à Aoste, située sur le territoire de la commune de Borgofranco d'Ivrea, dans la province de Turin en région du Piémont.
C'est une halte voyageurs de Rete ferroviaria italiana (RFI) desservie par des trains régionaux (R) Trenitalia.

## Situation ferroviaire
Établie à environ 259 mètres d'altitude, la gare de Borgofranco est située au point kilométrique (PK) 38,684 de la ligne de Chivasso à Aoste (section à voie unique non électrifiée), entre les gares ouvertes d'Ivrée et de Pont-Saint-Martin.
Gare d'évitement, elle dispose d'une deuxième voie pour le croisement des trains.

## Service des voyageurs

### Accueil
Halte voyageurs RFI, classée Bronze, c'est point d'arrêt non géré (PANG) à accès libre.

### Desserte
Borgofranco est desservie par des trains régionaux (R) Trenitalia de la relation Ivrée - Aoste.

### Intermodalité
Le stationnement des véhicules est possible à proximité. Elle est desservie par des bus des lignes gérées par la société SAVDA et l'Entreprise valdôtaine des transports autoroutiers (VITA).